# Fußball-Europameisterschaft 1984/Spanien
Dieser Artikel behandelt die spanische Nationalmannschaft bei der Fußball-Europameisterschaft 1984.

## Qualifikation
Gruppe 7
| Pl. | Land        | Sp. | S | U | N | Tore    | Diff. | Punkte |
| --- | ----------- | --- | - | - | - | ------- | ----- | ------ |
| 1.  | Spanien     | 8   | 6 | 1 | 1 | 024:800 | +16   | 13:30  |
| 2.  | Niederlande | 8   | 6 | 1 | 1 | 022:600 | +16   | 13:30  |
| 3.  | Irland      | 8   | 4 | 1 | 3 | 020:100 | +10   | 09:70  |
| 4.  | Island      | 8   | 1 | 1 | 6 | 003:130 | −10   | 03:13  |
| 5.  | Malta       | 8   | 1 | 0 | 7 | 005:370 | −32   | 02:14  |

Spielergebnisse
| 27.10.1982 | Málaga    | Spanien | – | Island      | 1:0 (0:0) |
| 17.11.1982 | Dublin    | Irland  | – | Spanien     | 3:3 (1:1) |
| 16.02.1983 | Sevilla   | Spanien | – | Niederlande | 1:0 (1:0) |
| 27.04.1983 | Saragossa | Spanien | – | Irland      | 2:0 (0:0) |

| 15.05.1983 | Valletta  | Malta       | – | Spanien | 2:3 (1:1)  |
| 29.05.1983 | Reykjavík | Island      | – | Spanien | 0:1 (0:1)  |
| 16.11.1983 | Rotterdam | Niederlande | – | Spanien | 2:1 (1:1)  |
| 21.12.1983 | Sevilla   | Spanien     | – | Malta   | 12:1 (3:1) |

Die Qualifikation zur Europameisterschafts-Endrunde gestaltete sich als ein enges Duell zwischen Spanien und den Niederlanden. Beide waren am letzten Spieltag punktgleich, doch hatten die Niederländer eine weitaus besseres Tordifferenz. Als Spanien schließlich am 21. Dezember 1983 auf Malta traf, brauchte man nicht nur einen Sieg, sondern musste mit elf Toren Vorsprung gewinnen, um sich für die Endrunde zu qualifizieren. Das Spiel begann nicht gut für die Iberer, man vergab gleich in der zweiten Minute einen Elfmeter, bekam nach 1:0-Führung schnell den Ausgleich und konnte bis zur Halbzeitpause lediglich einen 3:1-Vorsprung erzielen. In der zweiten Spielhälfte startete Spanien aber einen furiosen Offensivlauf und konnte in der 83. Minute durch Juan Señor das ersehnte 12:1 erzielen, das die Qualifikation sicherte. Das Spiel ging trotz des schwachen Gegners Malta in die Geschichte des spanischen Fußballs ein. Nach der Enttäuschung über das frühe Ausscheiden bei der Weltmeisterschaft 1982 im eigenen Land konnte wieder Begeisterung für die heimische Nationalelf entfacht werden.

## Das spanische Aufgebot
| Nummer / Name | Nummer / Name        | damaliger Verein            | Geburtstag | Sp.      | Tor      | Rot      | Gelb     |
| Torhüter      | Torhüter             | Torhüter                    | Torhüter   | Torhüter | Torhüter | Torhüter | Torhüter |
| ------------- | -------------------- | --------------------------- | ---------- | -------- | -------- | -------- | -------- |
| 1             | Luis Arconada        | Real Sociedad San Sebastián | 26.06.1954 | 5        | –        | –        | 1        |
| 13            | Francisco Buyo       | FC Sevilla                  | 13.01.1958 | –        | –        | –        | -        |
| 20            | Andoni Zubizarreta   | Athletic Bilbao             | 23.10.1961 | –        | –        | –        | -        |
| Abwehr        |                      |                             |            |          |          |          |          |
| 2             | Santiago Urquiaga    | Athletic Bilbao             | 14.04.1958 | 4        | –        | –        | -        |
| 3             | José Antonio Camacho | Real Madrid                 | 08.06.1955 | 5        | –        | –        | -        |
| 4             | Antonio Maceda       | Sporting Gijón              | 16.05.1957 | 4        | 2        | –        | 1        |
| 5             | Andoni Goikoetxea    | Athletic Bilbao             | 23.05.1956 | 3        | –        | –        | 1        |
| 7             | Juan Señor           | Real Saragossa              | 26.08.1958 | 5        | –        | –        | -        |
| 12            | Salva                | FC Barcelona                | 04.03.1961 | 3        | –        | –        | 1        |
| Mittelfeld    |                      |                             |            |          |          |          |          |
| 6             | Rafael Gordillo      | Betis Sevilla               | 24.02.1957 | 4        | –        | –        | 1        |
| 8             | Víctor Muñoz         | FC Barcelona                | 15.03.1957 | 5        | –        | –        | 1        |
| 10            | Ricardo Gallego      | Real Madrid                 | 08.02.1959 | 5        | –        | –        | 1        |
| 14            | Julio Alberto        | FC Barcelona                | 07.10.1958 | 5        | –        | –        | -        |
| 15            | Roberto              | FC Valencia                 | 05.07.1962 | 1        | –        | –        | -        |
| 16            | Francisco            | FC Sevilla                  | 01.11.1962 | 2        | –        | –        | -        |
| Angriff       |                      |                             |            |          |          |          |          |
| 9             | Santillana           | Real Madrid                 | 23.08.1952 | 5        | 1        | –        | -        |
| 11            | Francisco Carrasco   | FC Barcelona                | 06.03.1959 | 5        | 1        | –        | 2        |
| 17            | Marcos               | FC Barcelona                | 01.10.1959 | –        | –        | –        | -        |
| 18            | Emilio Butragueño    | Real Madrid                 | 22.06.1963 | –        | –        | –        | -        |
| 19            | Manuel Sarabia       | Athletic Bilbao             | 09.01.1957 | 3        | –        | –        | -        |
| Trainer       |                      |                             |            |          |          |          |          |
|               | Miguel Muñoz         |                             | 19.01.1922 |          |          |          |          |

## Endrunde
Gruppe 2
| Pl.                                                                                     | Land           | Sp. | S | U | N | Tore    | Diff. | Punkte |
| --------------------------------------------------------------------------------------- | -------------- | --- | - | - | - | ------- | ----- | ------ |
| 1.                                                                                      | Spanien        | 3   | 1 | 2 | 0 | 003:200 | +1    | 04:20  |
| 2.                                                                                      | Portugal       | 3   | 1 | 2 | 0 | 002:100 | +1    | 04:20  |
| 3.                                                                                      | BR Deutschland | 3   | 1 | 1 | 1 | 002:200 | ±0    | 03:30  |
| 4.                                                                                      | Rumänien       | 3   | 0 | 1 | 2 | 002:400 | −2    | 01:50  |
| Für Platz 1 und 2 ist die Anzahl der erzielten Tore in allen Gruppenspielen maßgeblich. |                |     |   |   |   |         |       |        |

|                                                          |   |         |           |
| 14. Juni 1984 in Saint-Étienne (Stade Geoffroy-Guichard) |   |         |           |
| Rumänien                                                 | – | Spanien | 1:1 (1:1) |
| 17. Juni 1984 in Marseille (Stade Vélodrome)             |   |         |           |
| Portugal                                                 | – | Spanien | 1:1 (0:0) |
| 20. Juni 1984 in Paris (Prinzenparkstadion)              |   |         |           |
| BR Deutschland                                           | – | Spanien | 0:1 (0:0) |

In einer sehr engen Gruppenphase benötigten die Spanier nach zwei Unentschieden gegen Rumänien und Portugal unbedingt einen Sieg im letzten Spiel gegen Deutschland, um das Halbfinale zu erreichen. Die Deutschen hatten einige Chancen, um in Führung zu gehen. In der Endphase der ersten Halbzeit gab Schiedsrichter Vojtěch Christov einen Elfmeter für Spanien, doch Toni Schumacher parierte gegen Francisco Carrasco. Das Glück stand der deutschen Mannschaft bis zur 90. Minute zur Seite. Doch dann landete ein Eckstoß der Spanier bei ihrem Libero Antonio Maceda, und dieser traf per Kopf zum 1:0.

### Halbfinale
Im Halbfinale trafen die Spanier auf das Überraschungsteam der EM, die Dänen rund um Michael Laudrup. Doch die Iberer waren sehr gut in der Defensive besetzt und hielten dagegen. Auch nach der 1:0-Führung der Dänen in der 7. Minute durch Søren Lerby hielten sie die Gefahr durch schnelle Konter begrenzt und kamen in der 67. Minute durch Maceda zum Ausgleich. Nach torloser Verlängerung kam es zum Elfmeterschießen. Preben Elkjær Larsen verschoss seinen Elfmeter und Spanien zog ins Finale ein.
|                                       |   |          |                                 |
| 24. Juni 1984 in Lyon (Stade Gerland) |   |          |                                 |
| Spanien                               | – | Dänemark | 1:1 n. V. (1:1, 0:1), 5:4 i. E. |

### Finale
Frankreich wurde in diesem Spiel zunächst durch sehr offensiven Fußball der Spanier überrascht. Spanien kam zu den ersten Chancen. Mittelstürmer Santillana von Real Madrid führte die spanische Mannschaft an. In der zweiten Halbzeit, als die französischen Fans bereits beunruhigt waren, führte ein fataler Fehler von Spaniens Torwart Luis Arconada zu Frankreichs Führung. Einen direkten Freistoß von Michel Platini ließ Arconada durch die Hände gleiten und im Zeitlupen-Tempo rollte der Ball über die Linie. Die 1:0-Führung für Frankreich ermöglichte wegen noch stärkerer Offensivbemühungen der Spanier nun Konter der Franzosen, auch wenn der französische Innenverteidiger Le Roux in der 85. Minute vom Platz gestellt wurde. In der 90. Minute entschied dann ein solcher Konter durch Linksaußen Bruno Bellone das Finale in Paris.
|                                             |   |         |           |
| 27. Juni 1984 in Paris (Prinzenparkstadion) |   |         |           |
| Frankreich                                  | – | Spanien | 2:0 (0:0) |